# Chaenostoma archeri
Chaenostoma archeri là một loài thực vật có hoa trong họ Huyền sâm. Loài này được (Compton) Kornhall mô tả khoa học đầu tiên năm 2005.